# 5595 Roth
5595 Roth este un asteroid din centura principală de asteroizi.

## Descriere
5595 Roth este un asteroid din centura principală de asteroizi. A fost descoperit pe 5 august 1991 la Observatorul Palomar de Henry E. Holt. El prezintă o orbită caracterizată de o semiaxă mare de 2,73 ua, o excentricitate de 0,16 și o înclinație de 9,8° în raport cu ecliptica.